# بوبي غونزاليس
بوبي غونزاليس (15 يناير 1984 في ماليزيا - ) هو لاعب كرة قدم ماليزي في مركز الهجوم. شارك مع منتخب ماليزيا لكرة القدم. أما مع النوادي، فقد لعب مع بروناي دي بي إم إم وPerak F.C. ‏ ونادي صباح وSarawak FA State Football Team ‏ وفيلدا يونايتد وPLUS F.C. ‏ وPolis Diraja Malaysia FC ‏ وهاريماو مودا ب.

## وصلات خارجية
- بوبي غونزاليس على موقع قاعدة بيانات كرة القدم.إي يو (الإنجليزية)